# 常総筑波鉄道キハ48000形気動車
キハ48000形は、かつて常総筑波鉄道に在籍した気動車。優等列車用に製造され、後年にキハ700形への形式名変更や通勤用への格下げ工事などが実施された。常総筑波鉄道が合併により関東鉄道と社名を改めて以降も使用されたが、1989年に廃車された。

## 概要・運用
1957年7月1日、常総筑波鉄道常総線（現：関東鉄道常総線）において、取手 - 下館間を最短60分10秒で結ぶ特急列車「しもだて」が営業運転を開始した。この列車に使用するべく導入されたのがキハ48000形である。
全長20 m級、両運転台式の気動車で、車内の座席配置はセミクロスシートであった。機器については常総筑波鉄道の新造車両として初めて液体変速機が採用された一方、製造当初総括制御運転には対応していなかった。
導入以降は前述の「しもだて」に使用され、車内にはサービスガールが乗車しお茶や煙草が振る舞われるなどきめ細やかなサービスが実施された。1962年9月には総括制御への対応工事が行われ、同時に車両形式がキハ700形となり、車両番号の変更（キハ48001→キハ701、キハ48002→キハ702）も実施された。一方、それに先立つ1961年に後継車両であるキハ800形が導入された事でキハ700形は優等列車の運用から退き、1964年1月には車内の座席配置が通勤輸送に適したロングシートに変更された。続く1975年1月には大栄車輛で更なる改造を受け、車体中央部に両開き扉が増設された他、既存の扉の下部に設置されていたステップの撤去も行われた。
企業の再編により常総線が関東鉄道の路線となって以降も引き続き使用されたが、キハ300形・キハ350形への置き換えにより両車とも1989年2月に廃車された。

## 参考資料
- 「私鉄車両めぐり 関東(I)」『鉄道ピクトリアル アーカイブスセレクション』第29巻、電気車研究会、2014年12月10日。
  - 臼井茂信、小石川多助、中川浩一『私鉄車両めぐり(62) 常総筑波鉄道』2014年、92-129頁。
  - 白土貞夫、小石川多助『私鉄車両めぐり 関東鉄道 [補遺]』2014年、130-142頁。
- その他
  - 飯島巌、森本富夫、諸河久『関東鉄道 筑波鉄道・鹿島鉄道』保育社〈私鉄の車両 8〉、1985年9月25日。ISBN 4-586-53208-4。
  - 寺田祐一『ローカル私鉄車輌20年 東日本編』JTB〈JTBキャンブックス〉、2001年10月1日。ISBN 4-533-03982-0。